# Nemșa, Sibiu
Nemșa (în dialectul săsesc Nimesch, Nimeš, în germană Niemesch, Nimesch, Nimisch, Nimschdorf, în maghiară Nemes, Szásznemes) este un sat în comuna Moșna din județul Sibiu, Transilvania, România.
Satul a fost atestat prima dată în anul 1359, sub numele villa Nymps. Totodată, Nemșa a făcut parte din Scaunul Mediașului.

## Monumente
- Biserica fortificată din Nemșa

## Galerie imagini

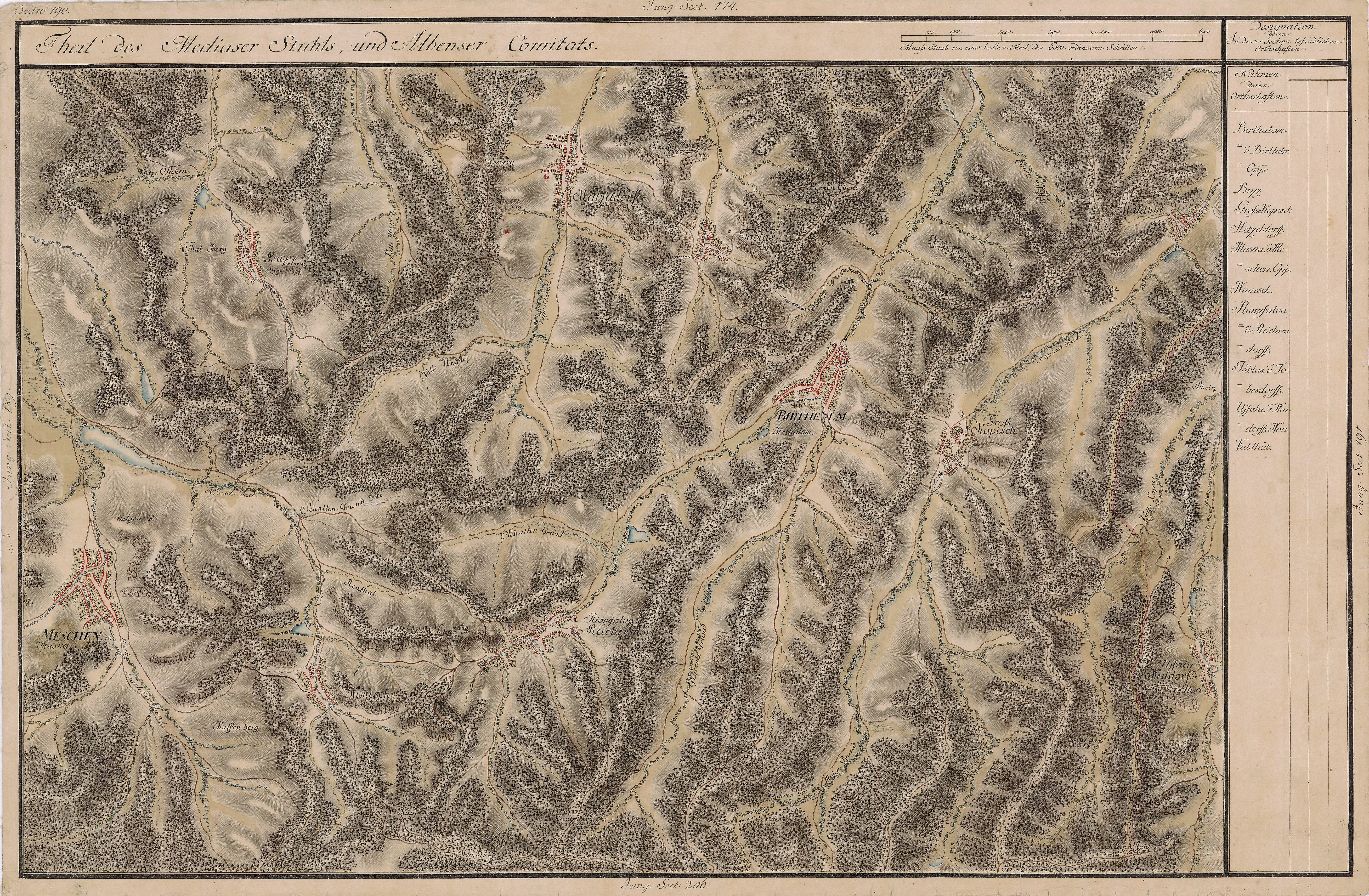
Nemşa în Harta Iosefină a Transilvaniei, 1769-1773
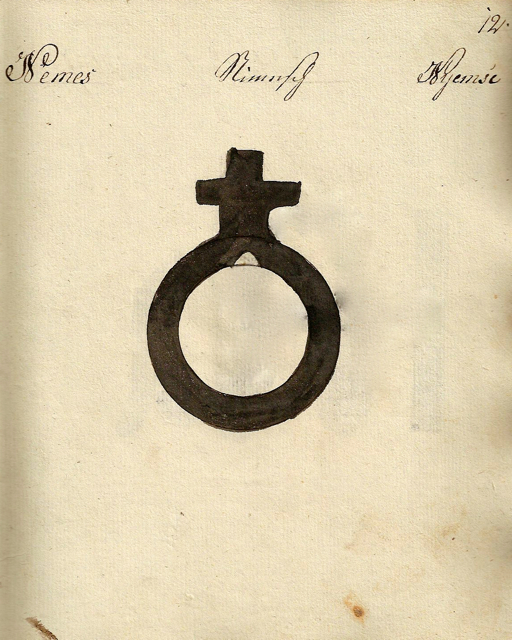
1826 - Danga pentru vitele din Nemşa
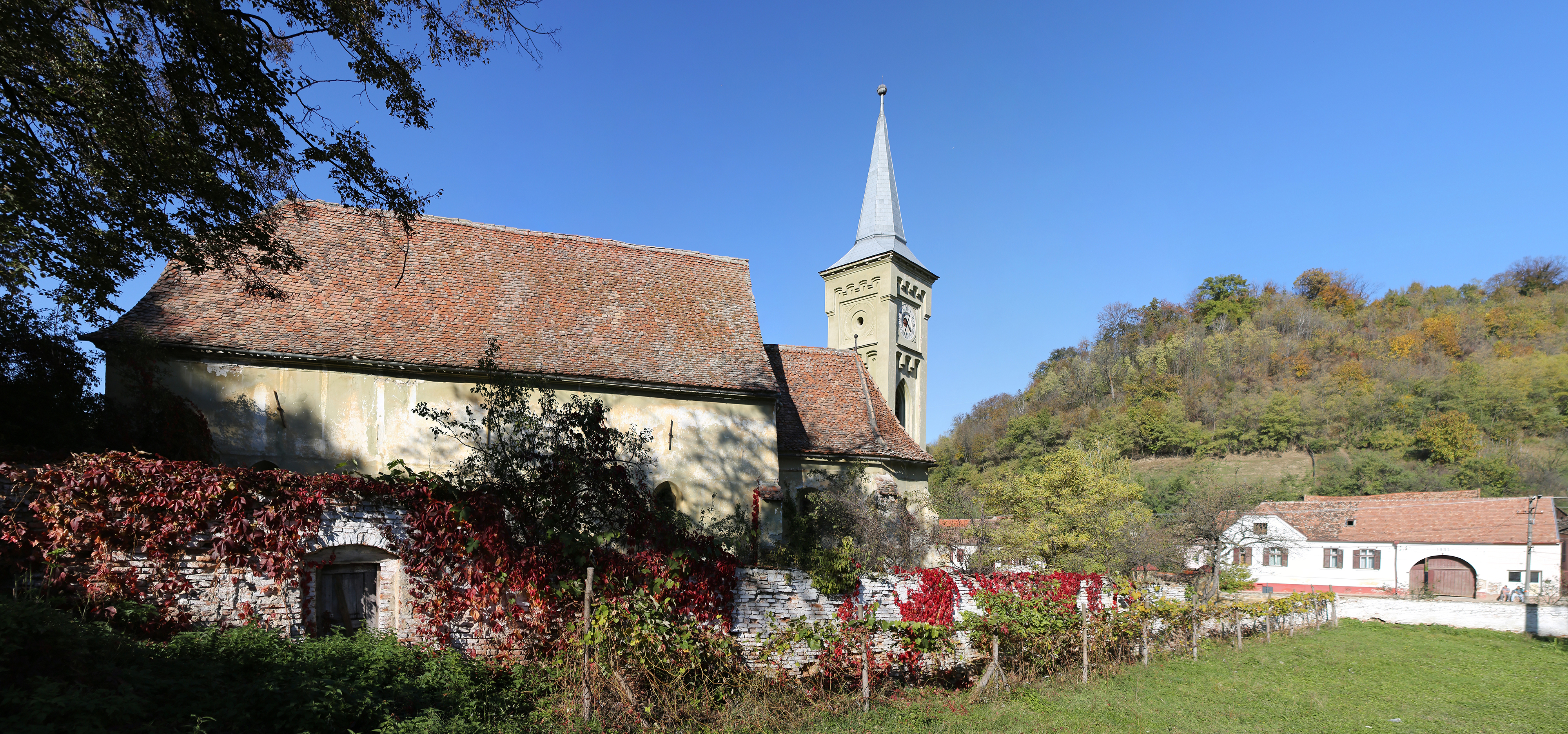
Vedere generală a bisericii Evanghelice fortificate din Nemșa
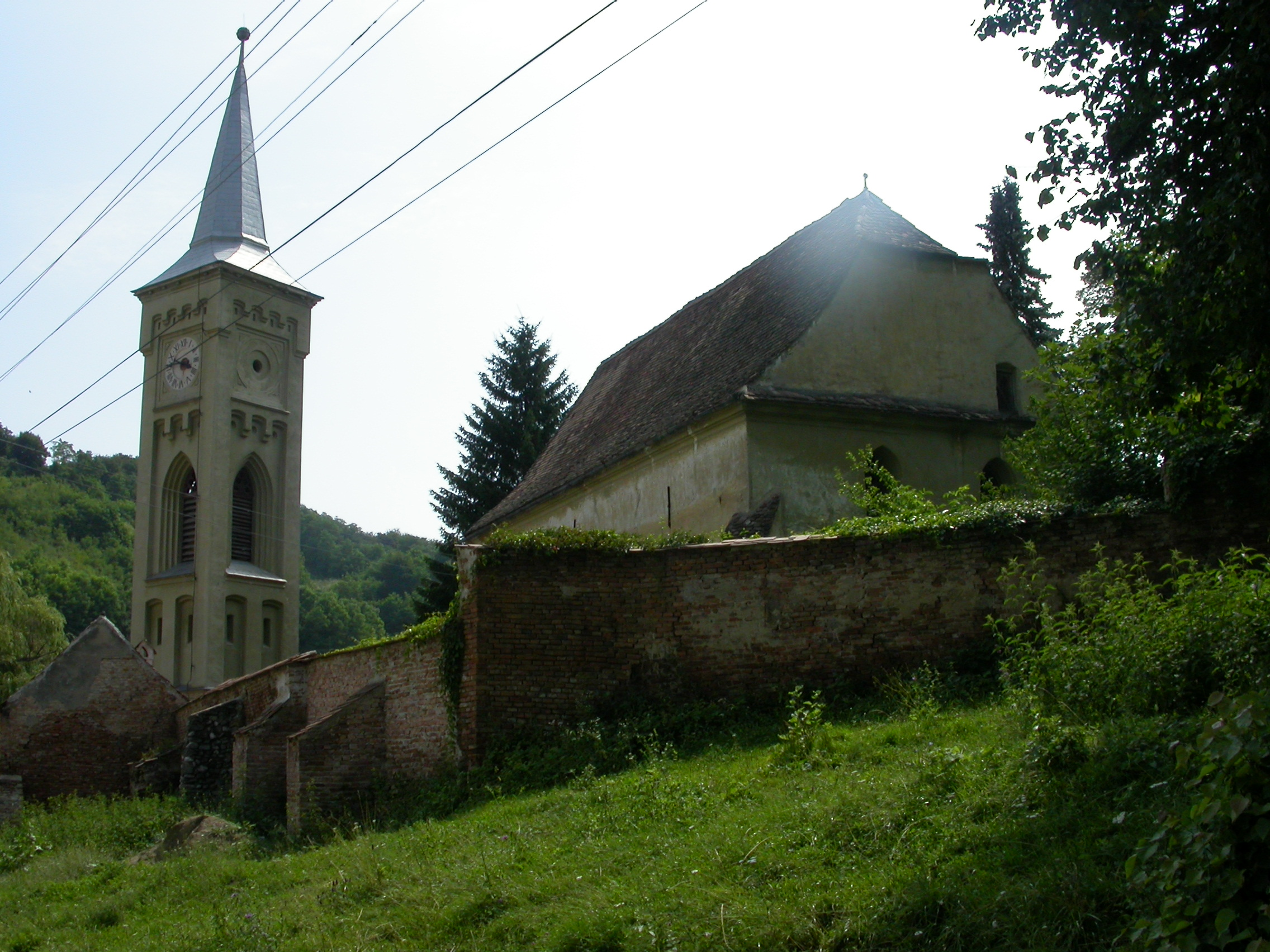
Zidurile ansamblului fortificat